# Trox aproximans
Trox aproximans är en skalbaggsart som beskrevs av Escalera 1914. Trox aproximans ingår i släktet Trox och familjen knotbaggar. Inga underarter finns listade i Catalogue of Life.